# Mitte Ende August
Mitte Ende August ist ein deutsches Beziehungsdrama von Sebastian Schipper aus dem Jahr 2009 mit Marie Bäumer und Milan Peschel in den Hauptrollen.
Der Termin der Uraufführung war der 8. Februar 2009 (IFF, Berlin), Kinostart war am 30. Juli 2009, die Erstausstrahlung fand am 27. Januar 2012 auf arte statt.

## Handlung
Ein Paar Mitte Dreißig zieht aufs Land und sieht sich – angesichts der Renovierung des Hauses – mit den abweichenden Lebenskonzepten des jeweils anderen konfrontiert. Übergangsweise wenden sie sich daraufhin anderen Partnern zu.

## Hintergrund
In der Anfangsszene des Filmes läuft „Come into my world“ in der bekannten Version von Kylie Minogue. Dieses Stück wird im Abspann von Vic Chesnutt interpretiert, überwiegend instrumental, deutlich schleppender und illusionsärmer, aber auch wärmer und nahbarer.

## Rezeption
Der Filmdienst meinte, der Film entwerfe in „lockerer Anlehnung an Goethes Wahlverwandtschaften“ das Porträt „von Menschen, denen es nicht gelingen will, in ihrem Leben heimisch zu werden“. Der Film nähere sich den „Figuren erfrischend unbekümmert“, wobei „dieser spontane Gestus immer wieder durch papierene Dialoge und symbolische Aufladungen gebrochen“ werde.